# Municipio de San Sebastián Nicananduta
El municipio de San Sebastián Nicananduta es uno de los 570 municipios del estado mexicano de Oaxaca. Su cabecera es la localidad de San Sebastián Nicananduta. Es parte del Teposcolula Distrito en el centro del Mixteca Región.

## Etimología
La palabra Nicananduta, proviene Mixtec Nica: "llamadas o gushes" y ndute: "agua" y significa "Sitio donde agua gushes".

## Historia
Esta ciudad estuvo fundada aproximadamente en el año de 1700, por función de varias ciudades. Esto originado de la abundancia de primaveras y alguna especie de fruta, como manzana, Melocotón, tejocote y Capulín; Así mismo por la abundancia de madera.
El primer nombre de la ciudad era en el siglo XVII con San Sebastián de denominación del Rincón, siguiendo su curso hasta que 1780, entonces esté nombrado San Sebastián de Almoloya, más tarde en el año de 1886 estuvo aguantado como municipio con el nombre de San Sebastián Nicananduta al día presente.
En el tiempo de la Revolución mexicana esta comunidad era el Zapatista cuartel de Ejército y era el C. Jerónimo Orlae, Caudillo del Agraristas así como el C. Diódoro Batalla, Antirreleccionista quién luchó el Porfirismo y estuvo esfumado, alfabetizado, las personas le protegieron.
Desde el fundando de la educación de personas estuvo pagada con educadores diferentes hasta el año de 1930, entonces empezó la educación primaria federal con el nombre de José María Morelos Pavón contando en el primer profesor nombró Josefina Solís.

##### Acontecimientos notables
| Año  | Acontecimiento |
| ---- | --- |
| 1909 | Había un conflicto armado contra la ciudad de San Antonino Monteverde, en qué tuvieron que vender su ganado de cabra, 2 campanas poseyeron por las personas todo para levantar una cantidad segura de dinero para liberar sus prisioneros quién estuvo transferido a la Ciudad de Tlaxiaco                                                                                                |
| 1980 | En enero 20, había una explosión en una de las aulas de la escuela primaria donde 3 personas eran severamente heridas y quemados y más tarde muertos de sus daños. |
| 1984 | Había una explosión en el centro de ciudad por la madrugada cerca del domicilio del sr. Hermelindo Bautista Hernandez está estimado que la cantidad de explosivos que detonó era aproximadamente 20 cajas. En la explosión 7 personas fallecieron y 1 persona de la comunidad y los otros 6 de la compañía Hermanos Borgolla. Siendo presidente municipal el sr.Nemesio de Jesus Sanchez. |
| 1999 | En el mes del junio allí era un terremoto con una escala de 7en el Richter escala, donde varios edificios sufrieron menoscabo incluir la iglesia, y varias escuelas. |

## Geografía

##### Ubicación
Está localizado en la parte occidental del Mixteca Región en una altura de 2,360 metros encima nivel de mar.
Limita al del norte con Santa María Chilapa de Díaz, al del oeste con San Antonino Monteverde, San Juan Ñumi y San Pedro Yucuxaco al del sur, al este con San Pedro y San Pablo Teposcolula; su distancia aproximada a la capital del estatal Oaxaca es 135 kilómetros.
El área total del municipio es 45.06 km² y la superficie del municipio en la relación al estado es 0.05%.
Hacia el del sur de la población algunos cerros montañosos bastante vegetativos están localizados con una altitud aproximadamente de 3,000 metros de altura en el nivel del mar, hacia el lado de noroeste de la población algunos cerros bastante pedregosos con una altitud de aproximadamente 2,500 m s. n. m. está localizado.
Nicananduta Está rodeado por dos montañas Cerro Ticóndo y Cerro El Tambor.

###### Cerro Ticóndo
La tierra alrededor de Cerro Ticóndo está localizado principalmente en los cerros, pero al suroeste es la montaña . El área circundante es en una altitud de 2,989 metros y 2.8 sur de km de Cerro Ticóndo. Alrededor 9 personas por kilómetro cuadrado alrededor de Cerro Ticóndo tener una población pequeña. La menos ciudad densamente poblada es San Andrés Dinicuiti, 18.1 norte de km de Cerro Ticóndo. Casi distribuido en la proximidad del Ticóndo cerro. [4] En la región alrededor de Cerro Ticóndo, el campo es muy común.

###### Cerro El Tambor
El terreno alrededor de Cerro El Tambor es bastante propio del campo. El área circundante tiene una altitud de 3,046 metros y 1.1 oeste de km de Cerro El Tambor. hay aproximadamente 9 personas por kilómetro cuadrado. Alrededor de Cerro El Tambor con una población pequeña. La ciudad menos poblada es San Miguel Monteverde, 13.5 oeste de km de Cerro El Tambor. Casi cubierto con El Tambor cerro y su entorno. [4] En la región alrededor de Cerro El Tambor, el campo es muy común.

###### Ríos
Hacia el lado del sur de la ciudad varias primaveras están localizadas, dirigiendo 2 ríos que va al centro de la población en una dirección del norte hacia el lado del sur de las montañas, un río está localizado hacia la ciudad de Tlaxiaco.

### Clima
Está caracterizado con 3 tipos de clima frío de la población hacia el del sur, templado de la población con dirección del norte, caer en gracia el del norte de la población con dirección a la ciudad de Santo Domingo Yodohino.

### Flora y Fauna
Nicananduta Incluye muchos tipos de la flora y la fauna que incluyen Árboles: Robles, Montezuma Pino, Madrona, Enebros, hojas de Cacto, Agave Americana. La fauna que incluye: Ciervo, conejos, coyotes, zorros, pájaros de especie diferente, armadillos, ardillas, entre otros.

## Cultura

### Festividades populares
En la ciudad un partido anual está celebrado, en honor del San Sebastián de patrón Mártir, por esta razón hay un justo encima 19, 20 y 21 enero.

### Tradiciones
Jaripeos (Festivales de cowboy), juegos de baloncesto, fireworks, cuentas y coronación de la reina de pueblo y su princesa, haciendo bailes grandes, entre otros acontecimientos sociales.

### Música
Hay música de banda regional y conjunto (grupo musical pequeño) música.

### Artesanos
En la población el tramando del petate, tenate, hechos por mujeres.

## Gastronomía
Las comidas típicas y tradicionales de la ciudad son: tamales, topo, pozole, salsa regional y sin desaparecido el caldo de ternera delicioso.

## Gobierno

### Principales Localidades
La ciudad principal es el asiento municipal .

### Caracterización de Ayuntamiento
- - Presidente Municipal

- - Un Síndico

- - 3 Regidores (Hacienda, Obras, Salud y Educación) Organización y Estructura de la Administración Pública Municipal

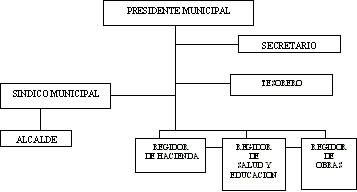
Organización y Estructura de la Administración Pública Municipal

### Organización y Estructura de la Administración Pública Municipal

#### Funciones
Presidente municipal: es en cargo de gestor los recursos que el municipio recibe, así como soportando municipal, estado y políticas federales.
Síndico Municipal: es en cargo de asistir el fiscal en los primeros pasos.
Tesorero: Junto con el presidente, Trustee y Tesorero, forman la Comisión de Finanza y es responsable para administrar los recursos del municipio.
Regidor de Educación: es en cargo de establecimientos educativos, como guardería, primario y telesecundaria (Instituto).
Regidor de Obras: En el cargo de trabajos públicos llevó a cabo en el municipio.

##### Autoridades auxiliares
Delegados de las comunidades

#### Político Regionalization
El municipio pertenece al 3.º distrito electoral federal y al 9.º distrito electoral local.

#### Reglamentación Municipal
El municipio tiene Municipal Ordinances.

#### Cronología de los Presidentes Municipales
| Presidente municipal                   | Periodo de gobierno |     |
| Anastasio Avendaño                     | 1900                |     |
| Carlos Pérez                           | 1901                |     |
| Pedro Avendaño                         | 1902                |     |
| Pablo Antonio                          | 1903                |     |
| José Silvestre Martínez                | 1904                |     |
| Lorenzo Pérez                          | 1905                |     |
| Felipe Santos                          | 1906                |     |
| José María Ramos                       | 1907                |     |
| Mariano Cruz Rosales                   | 1908                |     |
| Felipe Santos                          | 1909                |     |
| Francisco Cruz                         | 1910                |     |
| Felipe Santos                          | 1911                |     |
| Apolonio Vásquez                       | 1912                |     |
| Martín Santos                          | 1913                |     |
| Domingo Reyes                          | 1914                |     |
| Jacinto Antonio                        | 1915                |     |
| Victoriano Santos                      | 1916                |     |
| Miguel Mendoza                         | 1917                |     |
| Carlos Pérez                           | 1918                |     |
| Mariano Cruz Rosales                   | 1919                |     |
| Severiano Santos                       | 1920                |     |
| José Esteban Santos                    | 1921                |     |
| Arcadio Santos                         | 1922-1923           |     |
| Mariano Cruz                           | 1924                |     |
| Carlos Pérez                           | 1926                |     |
| Santos albino                          | 1927                |     |
| Arcadio Santos                         | 1928                |     |
| Trinidad Díaz                          | 1929                |     |
| Manuel Antonio                         | 1930                |     |
| Jacinto Hernández                      | 1931                |     |
| Romualdo Avendaño                      | 1932                |     |
| Severiano Santos                       | 1934                |     |
| Pablo Santiago                         | 1935                |     |
| Genaro Santos                          | 1936                |     |
| Trinidad Díaz                          | 1937                |     |
| Santiago Ramírez                       | 1938                |     |
| Francisco Santos                       | 1939                |     |
| Marcelino Rodríguez                    | 1940                |     |
| Santiago Ramírez                       | 1941-1942           |     |
| Pascual Salazar                        | 1943-1944           |     |
| Félix Santos                           | 1945-1946           |     |
| Margarito Sánchez                      | 1947-1948           |     |
| Genaro Santos                          | 1949-1950           |     |
| Rosario de Jesús                       | 1951-1952           |     |
| Calixto Hernández                      | 1953-1954           |     |
| Crescencio Rodríguez                   | 1955                |     |
| Lorenzo Cruz Rosales                   | 1956                |     |
| Marcelino Rodríguez                    | 1957-1958           |     |
| Sebero de Jesús                        | 1959                |     |
| Plácido Rodríguez Ramírez              | 1960                |     |
| Nicolás Cruz Sánchez                   | 1961                |     |
| Plácido Rodríguez Ramírez              | 1962                |     |
| Guadalupe Cruz de Jesús                | 1963                |     |
| Daniel Cruz Rosales                    | 1964                |     |
| Cipriano Vásquez Santos                | 1965                |     |
| Sebastián Rodríguez Ramírez            | 1966                |     |
| Crescencio Reyes Martínez              | 1967                |     |
| Isaac Bautista de Jesús                | 1968                |     |
| Andrés Cruz Salazar                    | 1969                |     |
| Pablo Hernández Antonio                | 1970                |     |
| Andrés Cruz Salazar                    | 1971                |     |
| Marcelino de Jesús Sánchez             | 1972                |     |
| Pablo Hernández (Falleció)             | 1973                |     |
| Hermelindo Bautista Hernández (Suplió) | 1973                |     |
| Evaristo Santiago Hernández            | 1974                |     |
| Apolinar Rodríguez Santos              | 1975                |     |
| Pascual Santos Antonio                 | 1976                |     |
| Fidel Ramos Reyes                      | 1977                |     |
| Gregorio Bautista Sánchez              | 1978                |     |
| Pedro Morales De Jesús                 | 1979                |     |
| Bruno Bautista Sánchez                 | 1980                |     |
| Crescencio Reyes Martínez              | 1981                |     |
| Daniel Ruíz Resáles                    | 1982                |     |
| Román de Jesús Santiago                | 1983                |     |
| Nemesio de Jesús                       | 1984                |     |
| Hermelindo Bautista Hernández          | 1985                |     |
| Anacleto Martínez Cruz                 | 1986                |     |
| Sabino Cruz de Jesús                   | 1987                |     |
| Ceferino Ortiz Hernández               | 1988                |     |
| Norberto de Jesús Santos               | 1989                |     |
| Florencio Santiago Santos              | 1990                |     |
| Pedro Martínez Miranda                 | 1991                |     |
| Florentino Ramos Cruz                  | 1992                |     |
| Aurelio Cruz Velásquez                 | 1993                | PRI |
| Leonardo Hernández Rodríguez           | 1994                | PRI |
| Galdino Rosales Martínez               | 1995                | PRI |
| Eulogio Rodríguez Ramírez              | 1996                | UYC |
| Bernardino Santos Sánchez              | 1997                | UYC |
| Cornelio Cruz de Jesús                 | 1998                | UYC |
| Justino Rodríguez Ramírez              | 1999                | UYC |
| Fulgencio Cruz de Jesús                | 2000                | UYC |
| Máximo Pérez Rodríguez                 | 2001                | UYC |
| Felipe de Jesús Cruz                   | 2002-2004           | UYC |
| Gerardo Cruz de Jesús                  | 2005-2007           | UYC |
| Aureliano Bautista Martínez            | 2008-2010           | UYC |
| Roberto de Jesús Santos                | 2011-2013           | UYC |
| Lorenzo Martínez Cruz                  | 2013-2014           | UYC |
| Amadeo Ramos Pérez                     | 2015                | UYC |

## Personas notables
Había un profesor nombró Antolín Vázquez quién alfabetizó a los habitantes de la comunidad durante el año de 1905 a 1930.